# Александър Каратеодори
Александър Каратеодори паша е османски дипломат, грък-фанариот.
Подписва Санстефанския мирен договор и Берлинския договор.
Протеже на Суфет паша.